# Ligat ha’Al 2014/15
Die Ligat ha’Al 2014/15 war die 16. Saison seit ihrer Einführung unter diesem Namen im Jahre 1999 und die 73. Spielzeit der höchsten israelischen Spielklasse im Männerfußball. Sie sollte am Wochenende um den 23. August 2014 beginnen, durch den Gaza-Konflikt wurde der Ligastart aber bis auf Weiteres verschoben. Die Saison wurde schließlich am 13. September des Jahres gestartet und endete am 30. Mai 2015.
Der Titelverteidiger war Maccabi Tel Aviv.

## Mannschaften
| Verein                      | Stadt          | Stadion                            | Kapazität |
| --------------------------- | -------------- | ---------------------------------- | --------- |
| Hapoel Akko                 | Akkon          | Städtisches Stadion Akko           | 05.000    |
| MS Aschdod                  | Aschdod        | HaYud-Alef-Stadion                 | 07.800    |
| Hapoel Be’er Scheva         | Be’er Scheva   | Arthur-Vasermil-Stadion            | 13.000    |
| Hapoel Haifa                | Haifa          | Sammy-Ofer-Stadion                 | 0030.942  |
| Maccabi Haifa               | Haifa          | Sammy-Ofer-Stadion                 | 30.942    |
| Beitar Jerusalem            | Jerusalem      | Teddy-Stadion                      | 0031.733  |
| Hapoel Ironi Kirjat Schmona | Kirjat Schmona | Städtisches Stadion Kirjat Schmona | 05.300    |
| Maccabi Netanja             | Netanja        | Netanja-Stadion                    | 13.610    |
| Hapoel Petach Tikwa         | Petach Tikwa   | HaMoshava-Stadion                  | 11.500    |
| Maccabi Petach Tikwa        | Petach Tikwa   | HaMoshava-Stadion                  | 11.500    |
| Hapoel Ra’anana             | Ra’anana       | Netanja-Stadion 1                  | 13.610    |
| FC Bnei Sachnin             | Sachnin        | Doha-Stadion                       | 08.500    |
| Hapoel Tel Aviv             | Tel Aviv-Jaffa | Bloomfield-Stadion                 | 14.413    |
| Maccabi Tel Aviv            | Tel Aviv-Jaffa | Bloomfield-Stadion                 | 14.413    |

## Vorrunde
In der Vorrunde wurde eine Doppelrunde zwischen allen 14 Mannschaften ausgespielt. Anschließend qualifizierten sich die sechs bestplatzierten Vereine für die Meisterrunde, in der neben der israelischen Meisterschaft auch die internationalen Startplätze ausgespielt wurden. Die weiteren acht Vereine spielten in der Abstiegsrunde gegen den Abstieg in die zweitklassige Liga Leumit.

### Tabelle
| Pl. | Verein                          | Sp. | S  | U  | N  | Tore    | Diff. | Punkte |
| --- | ------------------------------- | --- | -- | -- | -- | ------- | ----- | ------ |
| 1.  | Maccabi Tel Aviv 1 (M)          | 26  | 17 | 5  | 4  | 053:200 | +33   | 54     |
| 2.  | Hapoel Be’er Scheva             | 26  | 14 | 7  | 5  | 047:240 | +23   | 49     |
| 3.  | Hapoel Ironi Kirjat Schmona (P) | 26  | 13 | 8  | 5  | 040:270 | +13   | 47     |
| 4.  | Beitar Jerusalem                | 26  | 10 | 10 | 6  | 038:290 | +9    | 40     |
| 5.  | Maccabi Petach Tikwa            | 26  | 10 | 9  | 7  | 028:300 | −2    | 39     |
| 6.  | Maccabi Haifa                   | 26  | 11 | 4  | 11 | 038:290 | +9    | 37     |
| 7.  | Hapoel Ra’anana                 | 26  | 9  | 7  | 10 | 024:230 | +1    | 34     |
| 8.  | Maccabi Netanja (N)             | 26  | 9  | 6  | 11 | 037:450 | −8    | 33     |
| 9.  | FC Bnei Sachnin                 | 26  | 7  | 9  | 10 | 032:370 | −5    | 30     |
| 10. | Hapoel Tel Aviv 1               | 26  | 8  | 7  | 11 | 027:330 | −6    | 29     |
| 11. | MS Aschdod                      | 26  | 6  | 9  | 11 | 029:410 | −12   | 27     |
| 12. | Hapoel Haifa                    | 26  | 7  | 5  | 14 | 020:410 | −21   | 26     |
| 13. | Hapoel Petach Tikwa (N)         | 26  | 5  | 8  | 13 | 028:430 | −15   | 23     |
| 14. | Hapoel Akko                     | 26  | 4  | 10 | 12 | 020:390 | −19   | 22     |

Platzierungskriterien: 1. Punkte – 2. Tordifferenz – 3. Siege – 4. geschossene Tore – 5. Direkter Vergleich (Punkte, Tordifferenz, geschossene Tore) – 6. play-off
| (M) | amtierender israelischer Meister     |
| (P) | amtierender israelischer Pokalsieger |
| (N) | Neuaufsteiger der letzten Saison     |

### Kreuztabelle
| 2014/15                     | Beitar Jerusalem | FC Bnei Sachnin | MS Aschdod | Hapoel Akko | Hapoel Be’er Scheva | Hapoel Haifa | Hapoel Petach Tikwa | Hapoel Ra’anana | Hapoel Tel Aviv | Hapoel Ironi Kirjat Schmona | Maccabi Haifa | Maccabi Netanja | Maccabi Petach Tikwa | Maccabi Tel Aviv |
| --------------------------- | ---------------- | --------------- | ---------- | ----------- | ------------------- | ------------ | ------------------- | --------------- | --------------- | --------------------------- | ------------- | --------------- | -------------------- | ---------------- |
| Beitar Jerusalem            |                  | 1:2             | 1:1        | 4:0         | 0:3                 | 0:1          | 3:1                 | 0:0             | 1:1             | 3:1                         | 1:0           | 1:1             | 2:3                  | 1:0              |
| FC Bnei Sachnin             | 1:0              |                 | 2:3        | 1:1         | 2:0                 | 2:0          | 0:0                 | 2:0             | 1:1             | 1:4                         | 1:1           | 0:2             | 1:1                  | 1:3              |
| MS Aschdod                  | 3:3              | 2:2             |            | 0:0         | 2:2                 | 0:1          | 1:3                 | 1:2             | 3:1             | 0:0                         | 1:0           | 2:3             | 0:0                  | 0:1              |
| Hapoel Akko                 | 1:1              | 1:3             | 0:1        |             | 1:1                 | 1:1          | 1:1                 | 0:2             | 1:0             | 2:0                         | 0:0           | 1:2             | 0:2                  | 1:4              |
| Hapoel Be’er Scheva         | 1:1              | 2:0             | 2:1        | 3:0         |                     | 4:0          | 2:1                 | 0:1             | 1:0             | 2:1                         | 2:0           | 4:0             | 1:0                  | 3:2              |
| Hapoel Haifa                | 3:4              | 0:3             | 0:2        | 1:0         | 1:1                 |              | 1:1                 | 1:0             | 1:1             | 1:2                         | 0:4           | 3:2             | 0:1                  | 2:0              |
| Hapoel Petach Tikwa         | 0:1              | 2:1             | 1:2        | 4:1         | 1:3                 | 2:1          |                     | 0:0             | 0:1             | 1:3                         | 2:2           | 1:1             | 0:0                  | 1:3              |
| Hapoel Ra’anana             | 0:2              | 1:1             | 2:0        | 0:2         | 1:1                 | 2:0          | 4:0                 |                 | 0:1             | 0:0                         | 1:0           | 2:1             | 0:0                  | 0:2              |
| Hapoel Tel Aviv             | 0:2              | 1:1             | 3:1        | 1:3         | 3:2                 | 3:0          | 0:0                 | 2:1             |                 | 0:1                         | 2:2           | 1:0             | 1:2                  | 0:0              |
| Hapoel Ironi Kirjat Schmona | 1:1              | 1:1             | 1:0        | 2:2         | 1:1                 | 1:0          | 3:2                 | 1:1             | 3:0             |                             | 0:1           | 3:1             | 3:0                  | 2:1              |
| Maccabi Haifa               | 1:3              | 4:2             | 5:0        | 1:0         | 1:0                 | 2:0          | 3:1                 | 0:2             | 3:1             | 1:3                         |               | 2:1             | 0:1                  | 0:1              |
| Maccabi Netanja             | 2:0              | 2:1             | 0:0        | 1:1         | 4:2                 | 0:2          | 3:1                 | 1:0             | 0:2             | 1:2                         | 0:4           |                 | 4:4                  | 3:3              |
| Maccabi Petach Tikwa        | 1:1              | 2:0             | 1:1        | 0:0         | 0:4                 | 0:0          | 1:2                 | 3:2             | 2:1             | 3:0                         | 1:0           | 0:1             |                      | 0:3              |
| Maccabi Tel Aviv            | 1:1              | 2:0             | 5:2        | 3:0         | 0:0                 | 3:0          | 2:0                 | 2:0             | 2:0             | 1:1                         | 3:1           | 3:1             | 3:0                  |                  |

## Meisterrunde
Die Vereine auf den Plätzen 1–6 nach der Vorrunde spielen im Anschluss um die Meisterschaft. Dabei werden die Ergebnisse aller 26 Vorrundenspiele übertragen und zwischen den sechs Teams eine weitere Doppelrunde ausgetragen.

### Abschlusstabelle
| Pl. | Verein                          | Sp. | S  | U  | N  | Tore    | Diff. | Punkte |
| --- | ------------------------------- | --- | -- | -- | -- | ------- | ----- | ------ |
| 1.  | Maccabi Tel Aviv (M)            | 36  | 21 | 9  | 6  | 067:320 | +35   | 70     |
| 2.  | Hapoel Ironi Kirjat Schmona (P) | 36  | 18 | 10 | 8  | 053:380 | +15   | 64     |
| 3.  | Hapoel Be’er Scheva             | 36  | 17 | 11 | 8  | 063:400 | +23   | 62     |
| 4.  | Beitar Jerusalem                | 36  | 13 | 13 | 10 | 048:430 | +5    | 51     |
| 5.  | Maccabi Haifa                   | 36  | 14 | 8  | 14 | 051:370 | +14   | 50     |
| 6.  | Maccabi Petach Tikwa            | 36  | 12 | 12 | 12 | 034:410 | −7    | 48     |

Platzierungskriterien: 1. Punkte – 2. Tordifferenz – 3. Siege – 4. geschossene Tore – 5. Direkter Vergleich (Punkte, Tordifferenz, geschossene Tore) – 6. play-off
| (M) | amtierender israelischer Meister     |
| (P) | amtierender israelischer Pokalsieger |

### Kreuztabelle
| 2014/15                     | Beitar Jerusalem | Hapoel Be’er Scheva | Hapoel Ironi Kirjat Schmona | Maccabi Haifa | Maccabi Petach Tikwa | Maccabi Tel Aviv |
| --------------------------- | ---------------- | ------------------- | --------------------------- | ------------- | -------------------- | ---------------- |
| Beitar Jerusalem            |                  | 1:1                 | 0:1                         | 1:1           | 0:0                  | 3:0              |
| Hapoel Be’er Scheva         | 4:0              |                     | 2:2                         | 1:1           | 3:0                  | 1:1              |
| Hapoel Ironi Kirjat Schmona | 1:2              | 3:1                 |                             | 1:0           | 2:0                  | 0:0              |
| Maccabi Haifa               | 1:0              | 4:0                 | 4:1                         |               | 0:0                  | 1:1              |
| Maccabi Petach Tikwa        | 1:2              | 1:2                 | 0:1                         | 1:0           |                      | 1:1              |
| Maccabi Tel Aviv            | 4:1              | 3:1                 | 2:1                         | 2:1           | 0:2                  |                  |

## Abstiegsrunde
Die Vereine auf den Plätzen 7–14 nach der Vorrunde spielen im Anschluss gegen den Abstieg. Dabei werden die Ergebnisse aller 26 Vorrundenspiele übertragen und zwischen den acht Teams nur eine Einfachrunde ausgetragen. Die vier bestplatzierten Vereine der Vorrunde erhalten dabei ein Heimspiel mehr als die anderen Vier. Nach Abschluss der Runde steigen die Mannschaften auf den Rängen 13 und 14 in die zweitklassige Liga Leumit ab.

### Abschlusstabelle
| Pl. | Verein                  | Sp. | S  | U  | N  | Tore    | Diff. | Punkte |
| --- | ----------------------- | --- | -- | -- | -- | ------- | ----- | ------ |
| 7.  | FC Bnei Sachnin         | 33  | 11 | 11 | 11 | 043:440 | −1    | 44     |
| 8.  | Hapoel Tel Aviv 1       | 33  | 12 | 8  | 13 | 036:400 | −4    | 42     |
| 9.  | Maccabi Netanja (N)     | 33  | 11 | 8  | 14 | 046:540 | −8    | 41     |
| 10. | Hapoel Ra’anana         | 33  | 10 | 9  | 14 | 035:360 | −1    | 39     |
| 11. | Hapoel Akko             | 33  | 9  | 11 | 13 | 028:420 | −14   | 38     |
| 12. | Hapoel Haifa            | 33  | 9  | 7  | 17 | 025:470 | −22   | 34     |
| 13. | Hapoel Petach Tikwa (N) | 33  | 8  | 8  | 17 | 043:590 | −16   | 32     |
| 14. | MS Aschdod              | 33  | 6  | 13 | 14 | 032:510 | −19   | 31     |

Platzierungskriterien: 1. Punkte – 2. Tordifferenz – 3. Siege – 4. geschossene Tore – 5. Direkter Vergleich (Punkte, Tordifferenz, geschossene Tore) – 6. play-off
| (N) | Neuaufsteiger der letzten Saison |

### Kreuztabelle
| 2014/15             | FC Bnei Sachnin | MS Aschdod | Hapoel Akko | Hapoel Haifa | Hapoel Petach Tikwa | Hapoel Ra’anana | Hapoel Tel Aviv | Maccabi Netanya |
| ------------------- | --------------- | ---------- | ----------- | ------------ | ------------------- | --------------- | --------------- | --------------- |
| FC Bnei Sachnin     |                 | 1:1        | –           | 1:0          | –                   | 1:1             | 2:0             | –               |
| MS Aschdod          | –               |            | 0:0         | 0:0          | 2:4                 | –               | –               | –               |
| Hapoel Akko         | 1:0             | –          |             | 1:0          | –                   | 2:0             | –               | –               |
| Hapoel Haifa        | –               | –          | –           |              | 3:2                 | –               | 0:1             | 0:0             |
| Hapoel Petach Tikwa | 2:3             | –          | 0:2         | –            |                     | 4:2             | –               | –               |
| Hapoel Ra’anana     | –               | 4:0        | –           | 1:2          | –                   |                 | 2:2             | 1:2             |
| Hapoel Tel Aviv     | –               | 1:0        | 2:0         | –            | 1:2                 | –               |                 | 2:1             |
| Maccabi Netanja     | 2:3             | 0:0        | 1:2         | –            | 3:1                 | –               | –               |                 |

## Torschützenliste
| Pl. | Name              | Team                        | Tore |
| --- | ----------------- | --------------------------- | ---- |
| 01. | Eran Zahavi       | Maccabi Tel Aviv            | 27   |
| 02. | Mohammad Ghadir   | FC Bnei Sachnin             | 16   |
| 03. | Maor Buzaglo      | Hapoel Be’er Scheva         | 13   |
| 03. | Olarenwaju Kayode | Maccabi Netanya             | 13   |
| 05. | Roi Kahat         | Hapoel Ironi Kirjat Schmona | 12   |
| 06. | Shlomi Arbeitman  | Hapoel Be’er Scheva         | 11   |
| 06. | Hamdi Salihi      | Hapoel Haifa                | 11   |
| 06. | Rodgers Kola      | Hapoel Ironi Kirjat Schmona | 11   |
| 06. | Eran Levy         | Maccabi Netanya             | 11   |